# ウェスパ椿山
ウェスパ椿山（ウェスパつばきやま、WeSPa Tsubakiyama）は、青森県西津軽郡深浦町にあった観光施設。2020年10月末で閉鎖になった。

## 概要
深浦町が第三セクターの「ふかうら開発」に運営を委託していた。
温泉、体験工房やスロープカーでの展望などができ、展望台では高台から日本海の夕日が一望できた。
ウェスパ椿山は2020年10月末で閉鎖となったが、物産館のコロボックルについては2021年7月21日にリニューアルオープンし観光案内や物販を行う施設になっている。
ウェスパ椿山の残された施設について、深浦町は民間事業者の再募集を行っていたが、老朽化しているものもあり、一部コテージやレストラン、展望温泉を順次解体し、緑地公園のような形で利用する方針である。

## 主な施設
- コロボックル（物産館）※ウェスパ椿山閉鎖後も事業継続[2]
- 鍋石温泉（展望風呂）
- スロープカー「しらかみ号」（冬季は休業）
- 白神展望台
- 昆虫館
- カミリア（レストラン）
- ガラス工房「HOO」
- コテージ
- 保存蒸気機関車
  - また、JR東日本五能線のウェスパ椿山駅はコロボックル（物産館）前の駐車場に隣接し、駅の出入口は駐車場に面してのみ設けられていた。

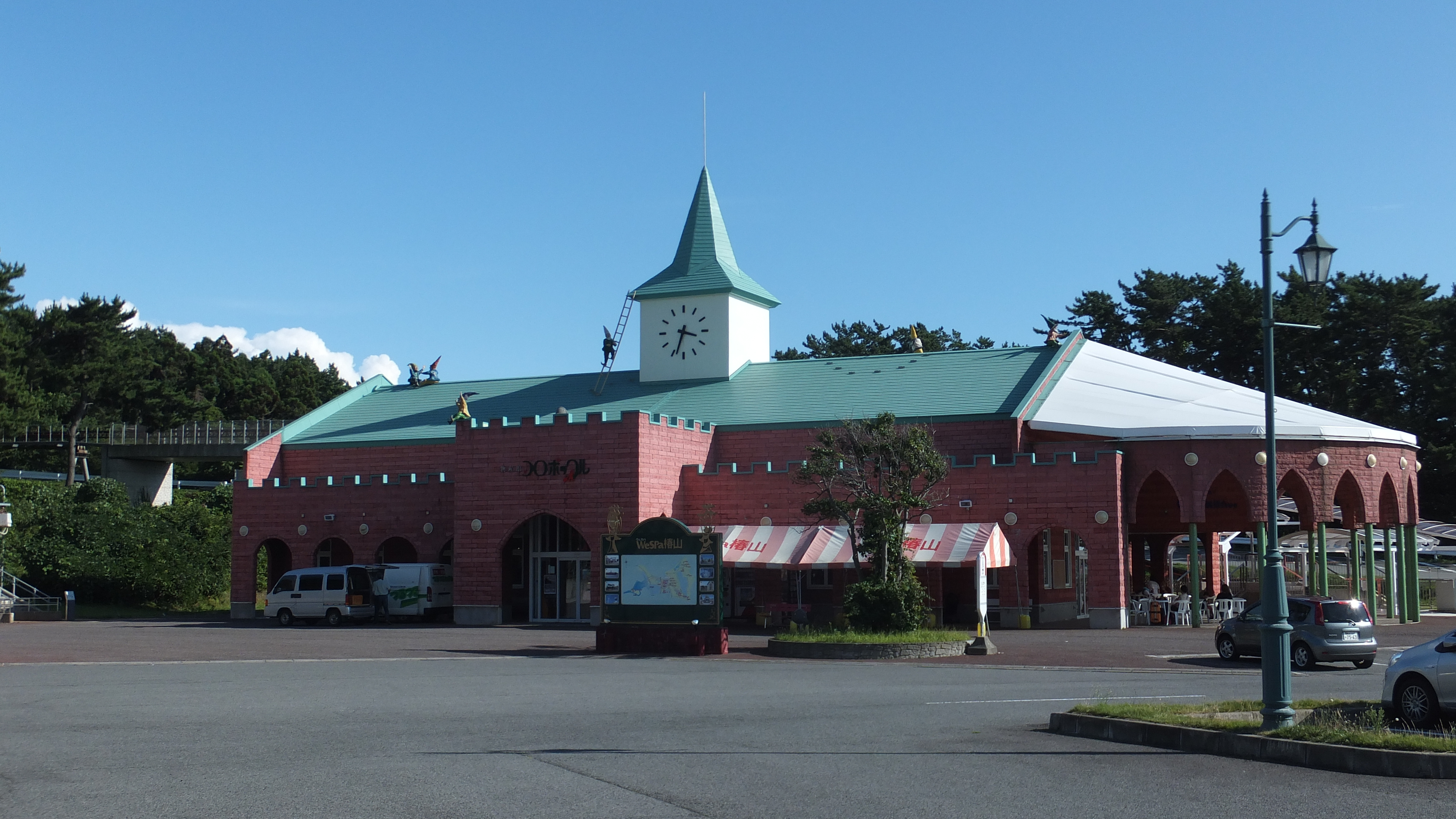
物産館「コロボックル」
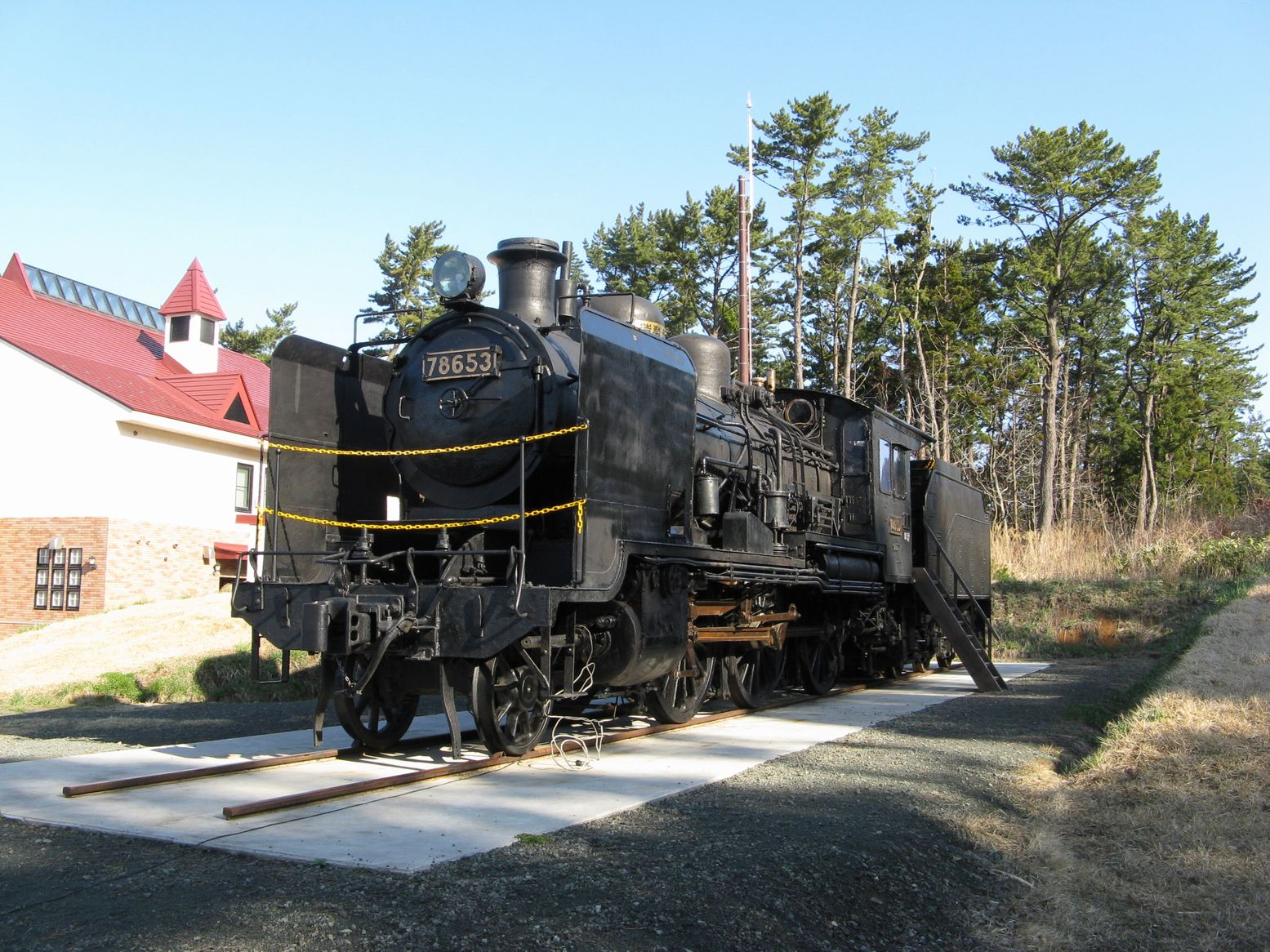
ウェスパ椿山駅隣に保存されている78653号蒸気機関車
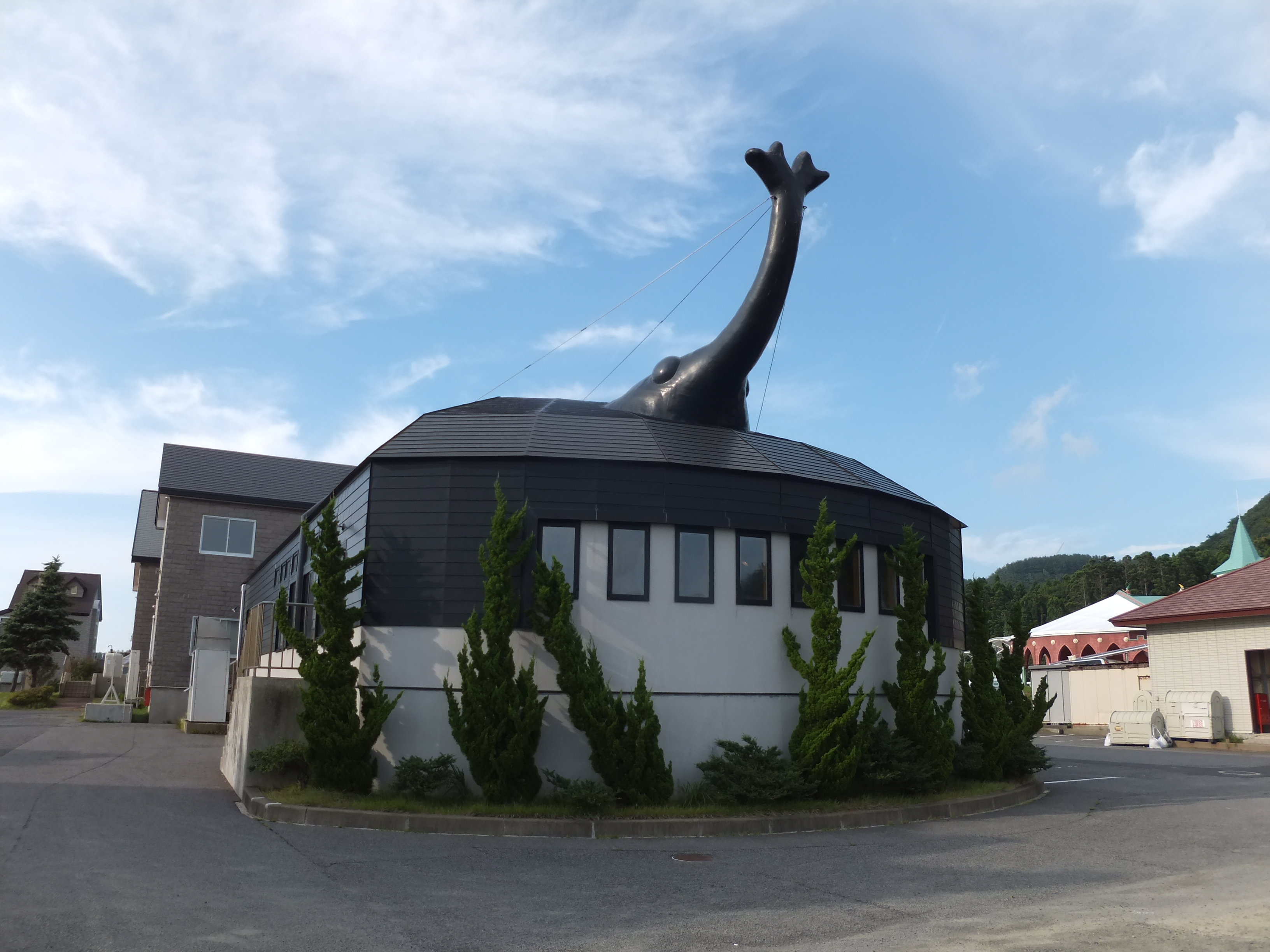
昆虫館
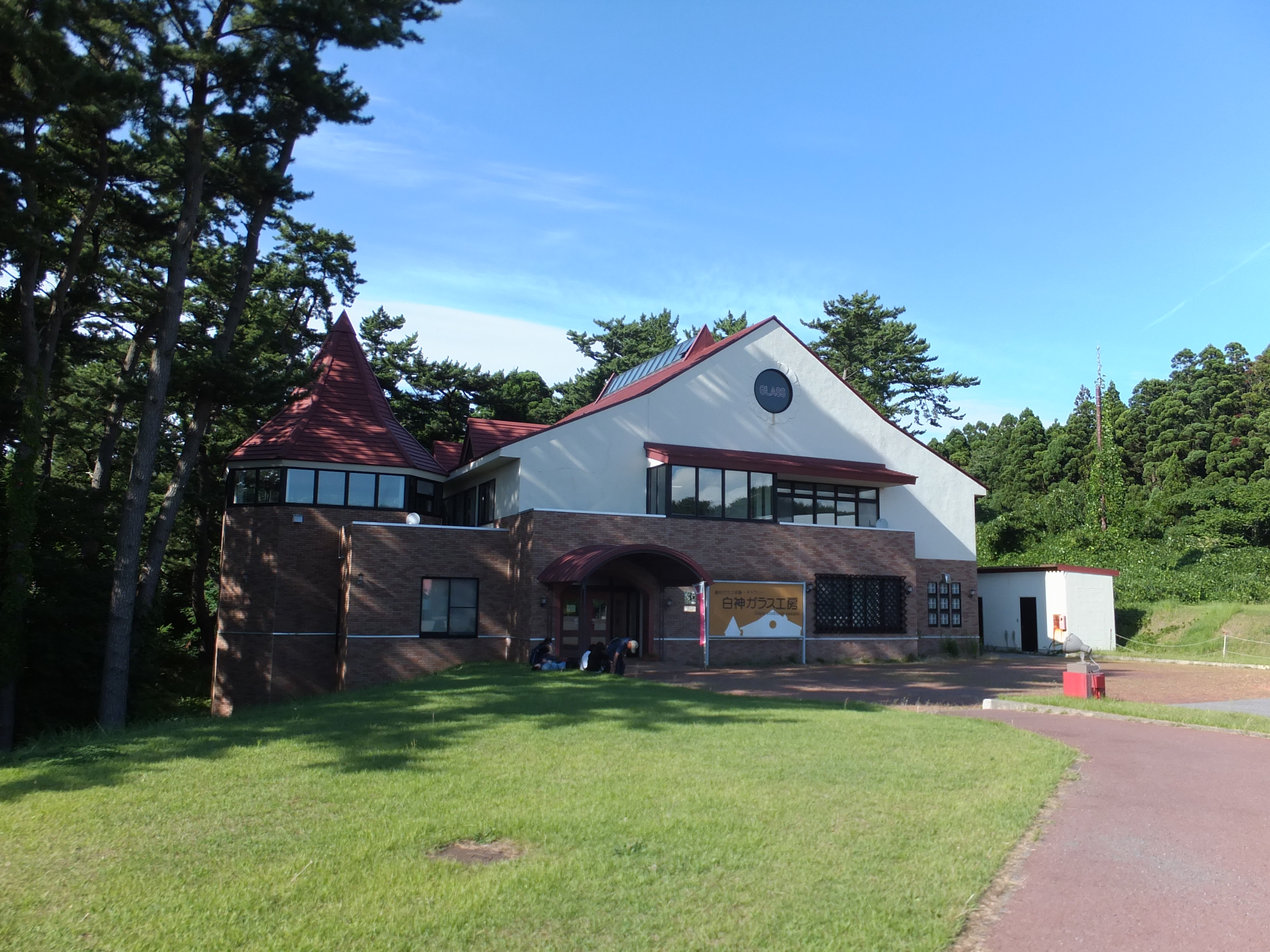
ガラス工房
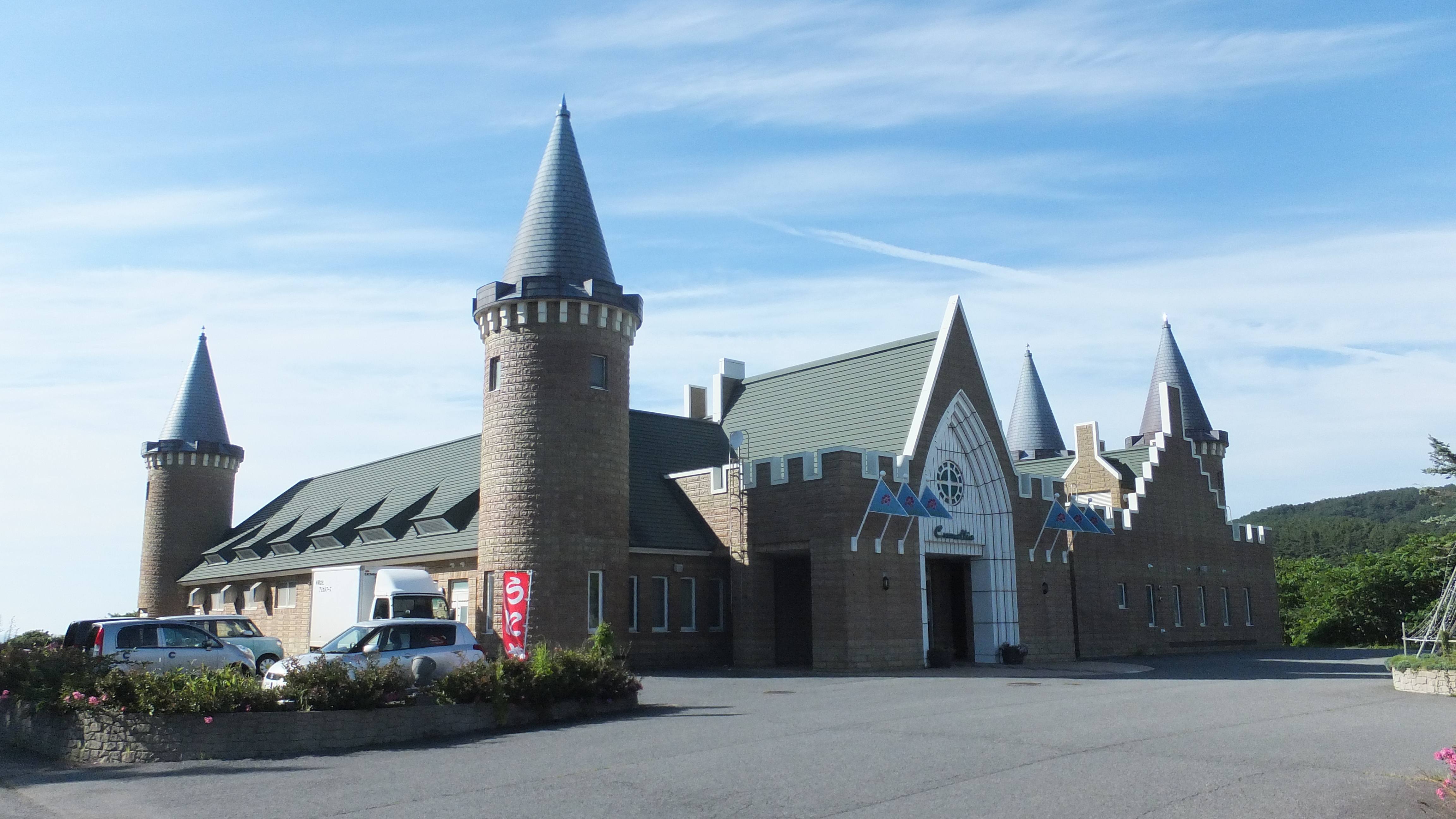
レストラン「カミリア」
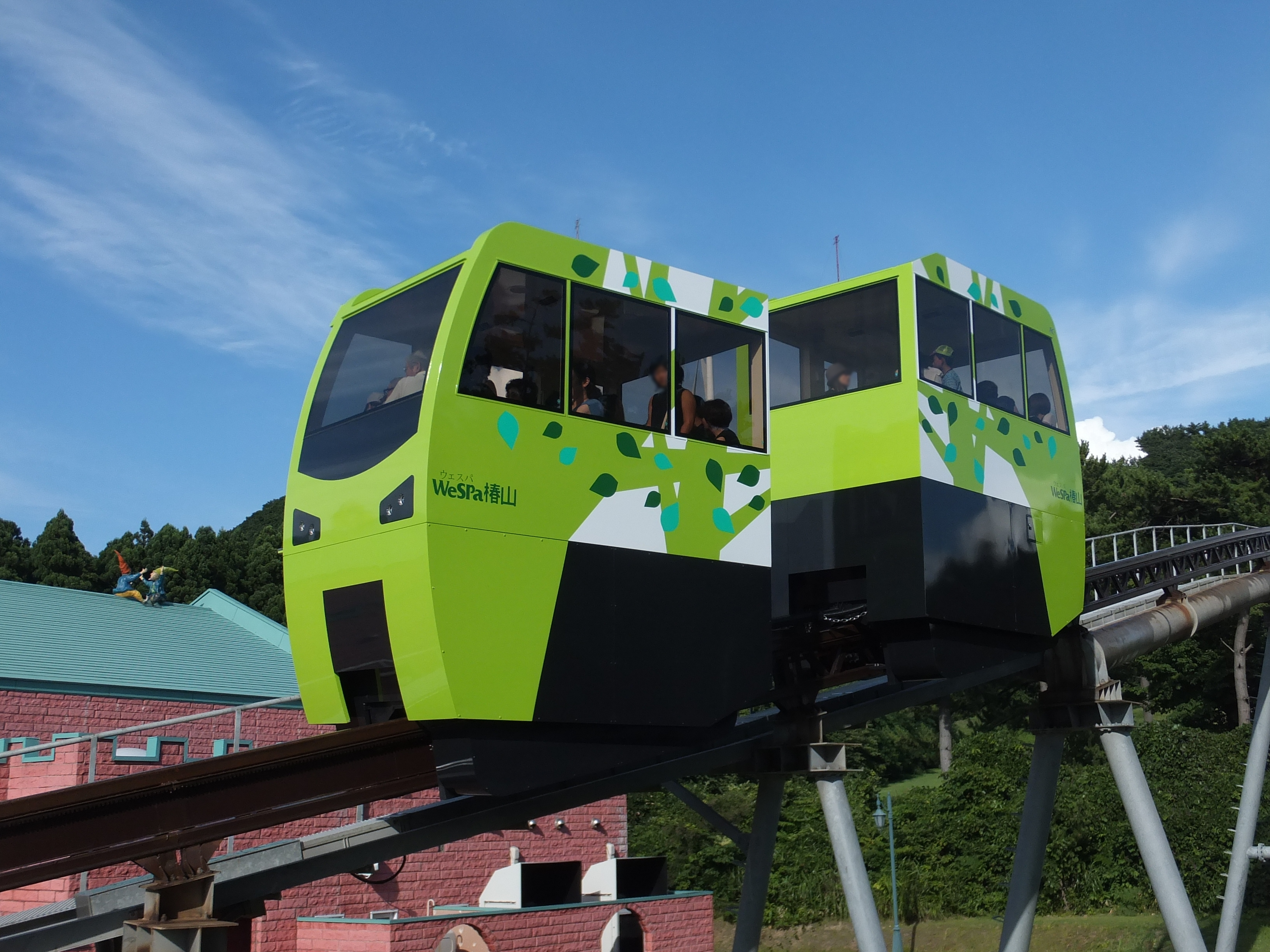
麓と山上の展望台とを結ぶスロープカー「しらかみ」号
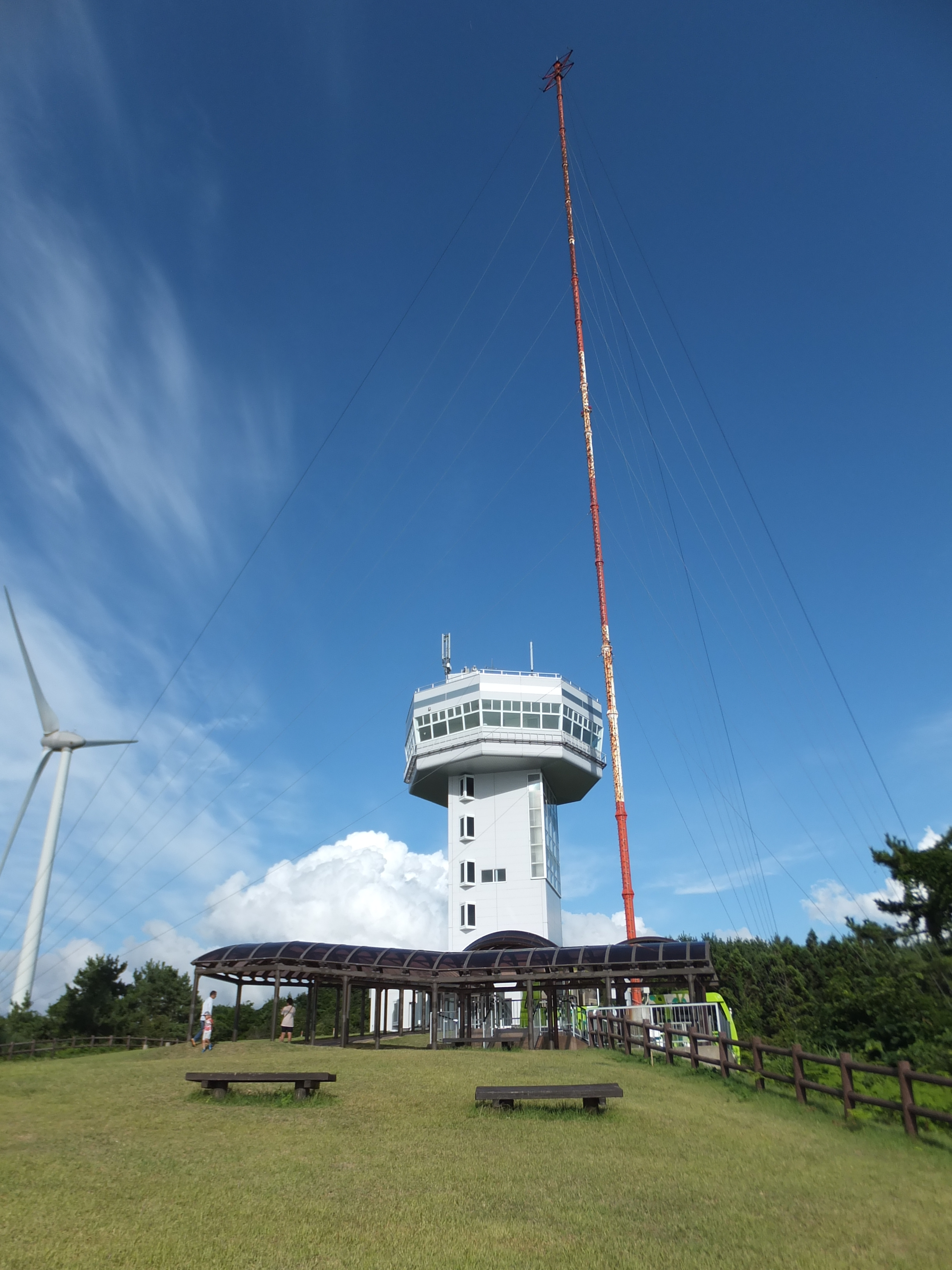
風車の丘展望台

## アクセス
- 鉄道 東日本旅客鉄道（JR東日本）五能線、ウェスパ椿山駅下車。徒歩すぐ
- 道路 国道101号経由
  - 秋田県能代市（秋田自動車道　能代南IC・能代東IC）から約1時間
  - 青森県青森市から約2時間30分

## 歴史

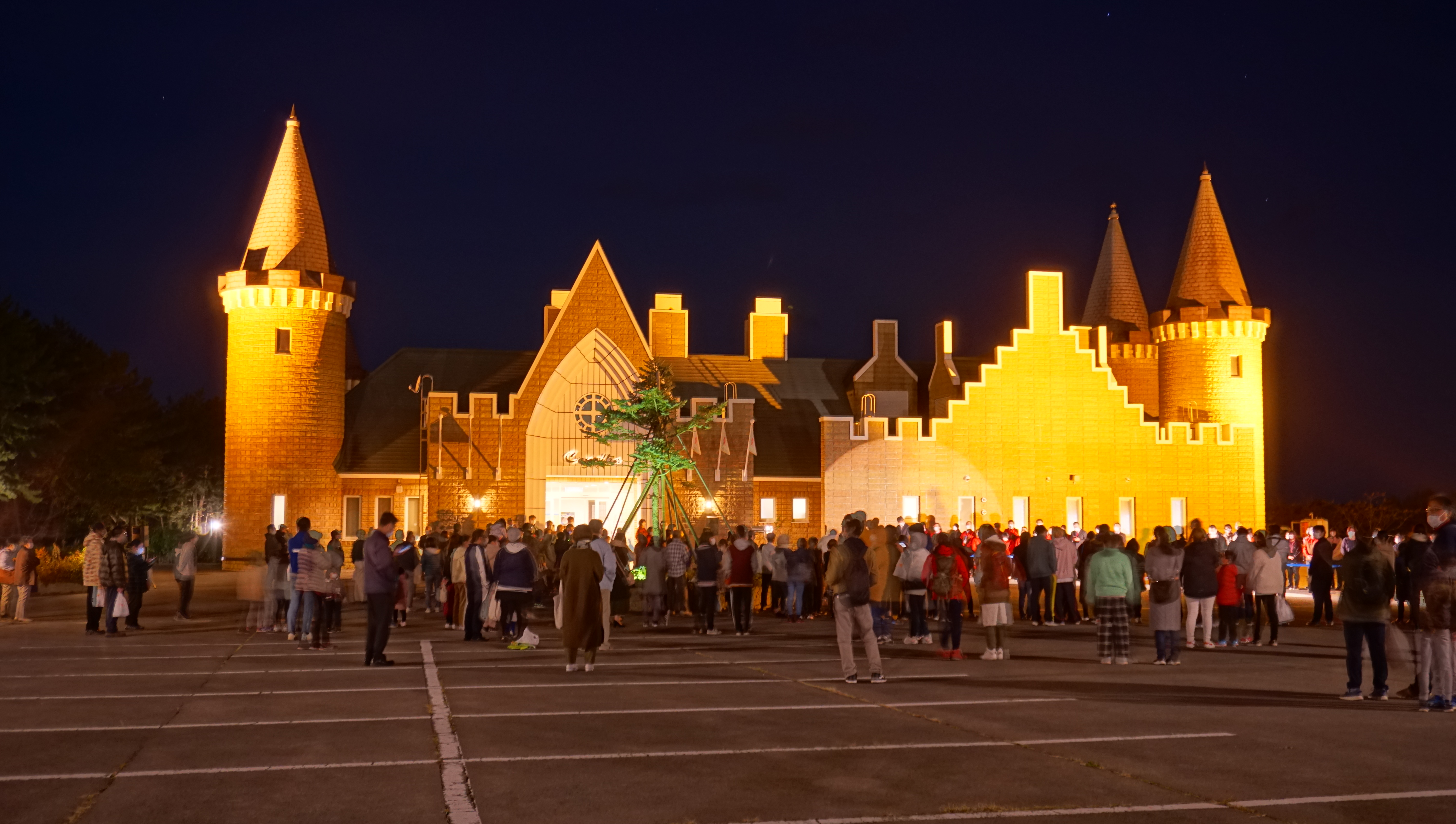
2020年10月31日、グランドフィナーレの様子

- 1995年（平成7年）4月1日：開業[注釈 1]
- 1998年（平成10年）4月：コテージ開設、鍋石温泉改修工事終了
- 2000年（平成12年）：物産館オープン[6]。風車、「白神展望台」完成。スロープカー「しらかみ号」運行開始
- 2001年（平成13年）
  - 6月：ガラス工房「HOO」オープン
  - 12月：ウェスパ椿山駅開業（当初はリゾートしらかみのみ停車）
- 2002年（平成14年）：イベントステージ（駅隣に）完成
- 2003年（平成15年）：昆虫館開設
- 2006年（平成18年）7月：静態保存蒸気機関車78653（8620形）が日立市より移設
- 2017年（平成29年）7月28日：スロープカー「しらかみ号」がリニューアルし、2代目車両が運行開始[7]
- 2020年（令和2年）10月31日：業績不振や新型コロナウイルス感染症（COVID-19）拡大に伴う休業による売り上げの大幅減少の影響で、全施設閉鎖[1][8][9]
- 2021年（令和3年）7月21日：施設内にあった物産館コロボックルが独立してリニューアルオープン[2]